# Legong (Tanz)

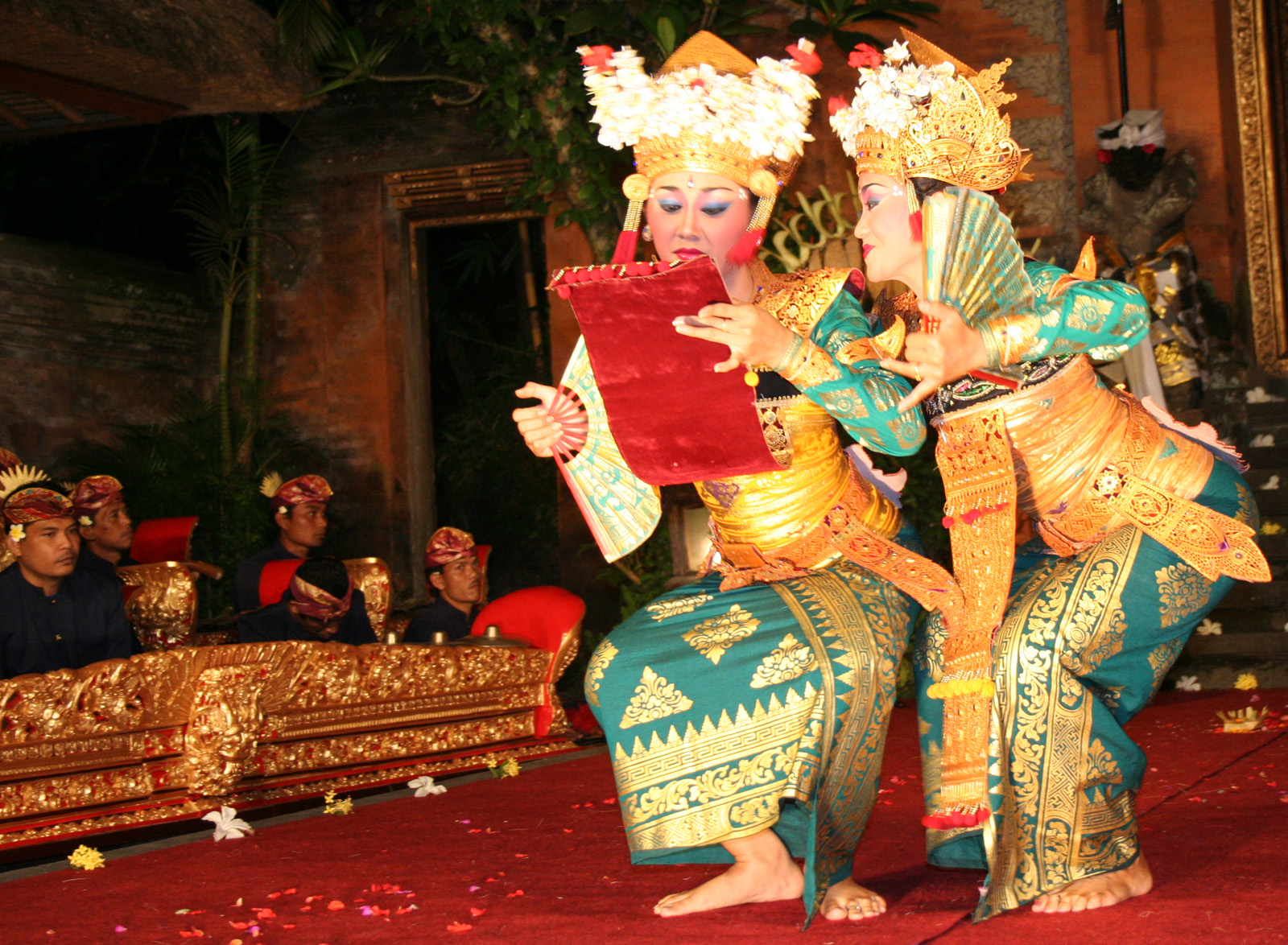
Abschieds-Szene aus dem Legong Kraton, aufgeführt im Palast von Ubud, Bali, Indonesien

Legong ist ein Tanz, der in seiner heutigen Form Anfang des 20. Jahrhunderts auf der indonesischen Insel Bali entstand und dort zur Unterhaltung aufgeführt wird. Abhängig von der dargestellten Geschichte kann das Ensemble zwei bis fünf Tänzerinnen umfassen, wobei die am meisten verbreitete Fassung, der Legong Kraton („Legong des Palastes“), von drei Tänzerinnen aufgeführt wird. Diese Besetzung besteht aus der Dienerin Condong, die zur Eröffnung auftritt, und zwei gleich vornehm gekleideten Angehörigen des Königshauses, die Legong genannt werden.
Allen Legong-Aufführungen gemeinsam sind die aufwendigen Kostüme aus eng gewickeltem Brokat, der mit Frangipani-Blüten verzierte Kopfschmuck, die intensiv geschminkten Gesichter der Tänzerinnen und die Begleitung durch das Orchester Gamelan pelegongan. Kleinste Nuancen der Mimik und Gestik dienen der Vermittlung der dargestellten Erzählung und der damit assoziierten Emotionen. Der Tanz stellt hohe Anforderungen an das Können der Tänzerinnen und wird von Kennern häufig als schönster balinesischer Tanz beschrieben. Die führenden Musikinstrumente im Ensemble pelegongan sind mehrere Metallophone (gendèr), das kleinere Metallophon saron, der hängende Buckelgong kempur und kleinere Gongs (kemong und kajar).

## Legong Kraton
Der Legong Kraton erzählt eine Geschichte aus dem Java des 12. oder 13. Jahrhunderts. Zu Beginn betritt eine Dienerin des Palastes, die Condong, gekleidet in purpurfarbenen Brokat, die Bühne und führt die Zuschauer in die Erzählung ein. Als die beiden Legongs, Darstellerin von König und Prinzessin, erscheinen, übergibt sie ihnen in ihrer Rolle als Dienerin jeweils einen Fächer und verlässt dann die Bühne.
Der Herrscher des Reiches Lasem, König Rangkesari, hat die Prinzessin Panji aus dem benachbarten Königreich Daha entführt. Er versucht sie zur Ehe zu drängen, wird aber von ihr, die bereits verlobt ist, zurückgewiesen. Die Prinzessin weiß, dass ihr Bruder bereits einen Feldzug zu ihrer Befreiung begonnen hat; sie drängt den König, sie freizulassen und damit den Krieg zu vermeiden. Das lehnt der König ab. Als alle Bitten fruchtlos bleiben, nehmen Prinzessin und König in einer synchron getanzten Sequenz voneinander Abschied. Nachdem die Prinzessin die Bühne verlassen hat, macht sich der König auf den Weg, um ihren Bruder im Kampf zu konfrontieren. 
Dabei begegnet ihm die Condong, die nunmehr einen Vogel darstellt, der als schlechtes Omen gilt. Durch Imponieren, Drohen, zuletzt durch Flehen versucht sie den König von dem verhängnisvollen Weg abzubringen. Auch sie scheitert. Nachdem die Congdong und zuletzt der König die Bühne verlassen haben, begibt er sich in den Kampf, der mit seinem Tod enden wird. Der Kampf selbst wird nicht auf der Bühne gezeigt.
Der Legong Kraton wird auch als Legong Lasem bezeichnet, nach dem Königreich Lasem, dem legendären Ort des Geschehens.

## Aufführungsorte
Ubud als künstlerisches Zentrum Balis ist der Ort, um eine Vielfalt von Legong-Aufführungen zu erleben. Neben dem oben beschriebenen Legong Kraton werden auch Episoden aus dem Ramayana und Mahabharata dargestellt. Die Aufführungen finden in Tempeln und im Palast von Ubud statt.